# Michelle Kroppen
Pour les articles homonymes, voir Kroppen.
Michelle Kroppen est une archère allemande née le 19 avril 1996 à Kevelaer. Elle a remporté avec Charline Schwarz et Lisa Unruh la médaille de bronze du tir à l'arc par équipes féminin aux Jeux olympiques d'été de 2020 à Tokyo.
Elle est médaillée de bronze par équipe mixte avec Florian Unruh aux Jeux européens de 2023 à Cracovie. 
Elle est médaillée d'argent par équipe mixte avec Florian Unruh aux Jeux Olympiques de 2024 à Paris. 